# 신사카에마치역 (아이치현)
신사카에마치역(일본어: 新栄町駅, しんさかえまちえき)은 일본 아이치현 나고야시 히가시구에 위치한 철도역이다.

## 타는 곳
상대식 승강장 2면 2선 지하역.
| 1 | ■ 히가시야마 선 | 히가시야마 공원·후지가오카 방면 |
| 2 | ■ 히가시야마 선 | 사카에·나고야·다카바타 방면     |

## 역세권 정보
- 주부닛폰 방송 본사·방송 센터
- 나고야 철도 세도선 사카에마치역
- 나고야 시 예술 창조 센터
- 나고야 시 의사회
- 나고야 시 주오 간호 전문 학교
- 나고야 시 문화 단기 대학
- 국도 19호
- 국도 153호
- 현도 60호

## 역사
- 1960년 6월 15일: 영업 개시.

## 인접역
| 나고야 지하철 ■ 히가시야마 선 | 나고야 지하철 ■ 히가시야마 선 | 나고야 지하철 ■ 히가시야마 선 |
| ----------------------------- | ----------------------------- | ----------------------------- |
| H 10 사카에 다카바타 방면     |                               | H 12 지쿠사 후지가오카 방면   |